# Teflon Don
Teflon Don – czwarty solowy album amerykańskiego rapera Ricka Rossa, wydany 20 lipca 2010 roku. Album zadebiutował na drugiej pozycji listy sprzedaży Billboard 200, sprzedając się w ilości 176 300 egzemplarzy w pierwszym tygodniu.

## Lista utworów
Opracowano na podstawie źródła.
1. "I'm Not a Star" - 3:00
2. "Free Mason" (feat. Jay-Z & John Legend) - 4:07
3. "Tears of Joy" (feat. Cee Lo Green) - 5:33
4. "Maybach Music III" (feat. T.I., Jadakiss & Erykah Badu) - 4:26
5. "Live Fast, Die Young" (feat. Kanye West) - 6:13
6. "Super High" (feat. Ne-Yo) - 3:46
7. "No. 1" (feat. Trey Songz & Diddy) - 3:54
8. "MC Hammer" (feat. Gucci Mane) - 4:59
9. "B.M.F. (Blowin' Money Fast)" (feat. Styles P) - 4:10
10. "Aston Martin Music" (feat. Drake & Chrisette Michele) - 4:30
11. "All the Money in the World" (feat. Raphael Saadiq) - 4:40

### Single
1. "Super High"
2. "B.M.F. (Blowin' Money Fast)"
3. "Live Fast, Die Young"

## Notowania
| Notowanie (2010)       | Pozycja |
| ---------------------- | ------- |
| Canadian Albums Chart  | 17      |
| UK R&B Chart           | 23      |
| US Billboard 200       | 2       |
| Top R&B/Hip-Hop Albums | 2       |
| Rap Albums             | 2       |